# エド・ソロモン
エド・ソロモン（Ed Solomon, 1960年9月15日 - ）は、アメリカ合衆国の脚本家、映画監督、プロデューサーである。カリフォルニア大学ロサンゼルス校を卒業した。1989年の映画『ビルとテッドの大冒険』とその続編の脚本を執筆した
カリフォルニア州サラトガで生まれる。1995年にイギリス人俳優ジョン・クリーズの娘であるシンシア・クリーズと結婚した。

## フィルモグラフィ
- ビルとテッドの大冒険 Bill & Ted's Excellent Adventure (1989) 脚本
- The Dave Thomas Comedy Show (1990)
- ビルとテッドの地獄旅行 Bill & Ted's Bogus Journey (1991) 脚本
- フォーエバー・ロード Leaving Normal (1991) 脚本
- スペース・エイド Mom and Dad Save the World (1992) 脚本
- スーパーマリオ 魔界帝国の女神 Super Mario Bros. (1993) 脚本
- メン・イン・ブラック Men in Black (1997) 脚本
- 2999年異性への旅 What Planet Are You From? (2000) 脚本
- チャーリーズ・エンジェル Charlie's Angels (2000) 脚本
- 最高の人生 Levity (2003) 監督・脚本・製作
- セイブ・ザ・ワールド The In-Laws (2003) 脚本
- エディ・マーフィの劇的1週間 Imagine That (2009) 脚本・製作
- グランド・イリュージョン Now You See Me (2013) 脚本
- グランド・イリュージョン 見破られたトリック Now You See Me 2 (2016) 原案・脚本
- ビルとテッドの時空旅行 音楽で世界を救え! Bill & Ted Face the Music (2020) 脚本・製作
- クライム・ゲーム No Sudden Move (2021) 脚本
- フル・サークル Full Circle (2023) 脚本、ミニシリーズ